# Mooreonuphis litoralis
Mooreonuphis litoralis är en ringmaskart som först beskrevs av Monro 1933.  Mooreonuphis litoralis ingår i släktet Mooreonuphis och familjen Onuphidae. Inga underarter finns listade i Catalogue of Life.